# Yaoi Press
Yaoi Press es una editora de cómics estadounidense independiente con sede en Nevada. Fundada en 2004 por la editora Yamila Abraham, la empresa se especializa en cómics de género yaoi, también denominados como Global BL al ser publicados fuera del continente asiático. Yaoi Press publica obras originales en inglés, así como también obras de varias partes de Europa traducidas al idioma. Para el año 2007, Yaoi Press contaba con veinte obras en el mercado. Una de las primeras estrategias de publicación de Yaoi Press con el fin de mejorar la reputación del manga inglés entre los fanáticos del yaoi fue la de reclutar a artistas reconocidos en el área. En octubre de 2007, Yaoi Press lanzó una línea de cómics con el fin de ofrecer una opción menos costosa para los clientes.

## Obras

### Novelas gráficas
| - Kingdom of Selfish Love - Winter Demon - Surge - PINNED! - Exorcisms and Pogo Sticks - Yaoi Hentai - The Aluria Chronicles - Saihôshi the Guardian - Desire of the Gods - Spirit Marked - Enslaved by the Dragon - Prisoner of the Immortal | - Zesty! - IDOL - Wishing for the Moon - Yaoi: An Anthology of Boys Love - Stallion - Treasure - Dark Prince - Cain - The Lily and the Rose - ANIMA - Happy Yaoi Yum Yum - Bastard King (secuela de Dark Prince) |

### Cómics
- Yaoi Candy
- Offered to a Demon

### Libros de arte
- Reflections: The Artwork of KOSEN
- Dark Dreams: A Dany&Dany Yaoi Art Book
- Yaoi Gothic: An Explicit Sketchbook

## Artistas
- Kosen
- M.A Sambre
- Studio Kosaru
- Dany&Dany
- Yamila Abraham
- Aiko
- Yishan Li
- Laura Carboni